# Max Havelaar Vijfje

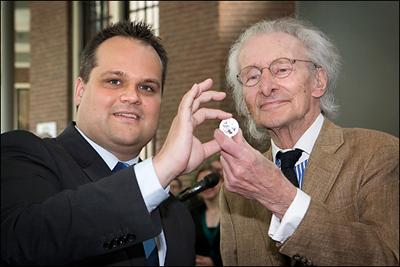
Eerste slag van het Max Havelaar Vijfje door Harry Mullisch en Jan Kees de Jager.

Het Max Havelaar Vijfje is een Nederlandse herdenkingsmunt van 5 euro uitgebracht in 2010. De eerste slag had plaats op 14 mei 2010 in de Koninklijke Nederlandse Munt te Utrecht en werd verricht door Harry Mulisch.

## Thema
De munt werd geslagen ter herinnering van het 150-jarig bestaan van het boek Max Havelaar, geschreven door Eduard Douwes Dekker, ook wel bekend als Multatuli. Het boek wordt wel gezien als het begin van het einde van de wereldwijde kolonisatie.
Het ontwerp is van de hand van Eelco Brand. De voorzijde vertoont het portret van koningin Beatrix. Deze beeldenaar is opgebouwd uit ruimtelijke pixels, heel kleine kubusjes. Deze kubusjes zijn wisselend op de munt geplaatst waardoor zij, door de munt te bewegen, het licht op verschillende manieren reflecteren.
De keerzijde is zowel letterlijk als figuurlijk het tegenovergestelde van de voorzijde. Daar waar de voorzijde digitaal is ontworpen, is de keerzijde organisch met ronde vormen. De voorzijde vertoont een rimpeling veroorzaakt door een punt van een kroontjespen. Deze rimpeling stelt de bewustwording die het boek in de maatschappelij veroorzaakte voor en hiermee dus ook de kracht van het geschreven woord. De rimpeling bestaat uit heel fijn geschreven letters die de beginzinnen van het boek Max Havelaar vormen. De eerste zinnen van het boek luiden:
Ik ben makelaar in koffi, en woon op de Lauriergracht, N° 37. Het is myn gewoonte niet, romans te schryven, of zulke dingen, en het heeft dan ook lang geduurd, voor ik er toe overging een paar riem papier extra te bestellen, en het werk aantevangen, dat gy, lieve lezer, zoo even in de hand hebt genomen, en dat ge lezen moet als ge makelaar in koffi zyt, of als ge iets anders zyt.
De buitenste ring, de ring om de tekst maar nog binnen de rand van de munt, vertoont mensfiguren.

## Specificaties
De specificaties van de circulatiemunt gelden ook voor de Eerste Dag Uitgifte en voor de speciaal gemaakte versie voor de Max Havelaar Fair Trade actie. Een deel van de opbrengt van deze munt ging ook naar de Stichting Max Havelaar. 

### Circulatiemunt
- Nominale waarde: 5 euro
- Kwaliteit: circulatie
- Metaal: verzilverd koper
- Gewicht: 10,50 g
- Diameter: 29,0 mm
- Oplage: 350.000[6] (waarvan 2.010 munten als Eerste Dag Uitgifte)
- Randschrift: *God*zij*met*ons
- Ontwerper: Eelco Brand

### Proof
- Nominale waarde: 5 euro
- Kwaliteit: Proof
- Metaal: 925/1000 zilver
- Gewicht: 15,50 g
- Diameter: 33,0 mm
- Oplage: 15.000[6]
- Randschrift: *God*zij*met*ons
- Ontwerper: Eelco Brand

### Tientje
- Nominale waarde: 10 euro
- Kwaliteit: Proof
- Metaal: 900/1000 goud
- Gewicht: 6,72 g
- Diameter: 22,5 mm
- Oplage: 4.699[6]
- Rand: fijn gekartelde rand
- Ontwerper: Eelco Brand

Gulden herdenkingsmunten:

Dubbelkop 1980 · Unie van Utrecht · Voetbalvijfje

Nederlandse euro-herdenkingsmunten:

herdenkingsmunten van € 2: Erasmusmunt · Dubbelkop Beatrix-Willem-Alexander · 200 jaar koninkrijk

meerwaardeherdenkingsmunten:

Zilveren vijfjes: Vincent van Gogh Vijfje · Europamunt · Koninkrijksmunt · Vredes Vijfje · Belasting Vijfje · Australië Vijfje · Rembrandt Vijfje · Michiel de Ruyter Vijfje · Architectuur Vijfje · Manhattan Vijfje · Japan Vijfje · Max Havelaar Vijfje · Waterland Vijfje · Schilderkunst Vijfje · Muntgebouw Vijfje · WNF Vijfje · Tulpen Vijfje · Beeldhouwkunst Vijfje · Grachtengordel Vijfje · Vrede van Utrecht Vijfje · Rietveld Vijfje · Vredespaleis Vijfje · De Nederlandsche Bank Vijfje · Van Nelle Vijfje · Waterloo Vijfje · Wadden Vijfje · Jheronimus Bosch Vijfje · Stelling van Amsterdam Vijfje · Johan Cruijff Vijfje · Fanny Blankers-Koen Vijfje · Schokland Vijfje · Wageningen Universiteit Vijfje · Luchtvaart Vijfje · Beemster Vijfje · Market Garden Vijfje · Jaap Eden Vijfje

Zilveren tientjes: Huwelijksmunt · Geboortemunt · Jubileummunt · Koningstientje · Verjaardagstientje
Caribisch Nederland: BES-dollar (2011, 2013)